# Neue Dresdner Vokalschule
Die Neue Dresdner Vokalschule (NDVS) ist ein Projekt des deutschen zeitgenössischen Vokalensembles AuditivVokal Dresden, welches sich der Pflege und Verfügbarmachung zeitgenössischer Vokalmusik widmet.

## Profil
Als NDVS versteht der Dirigent Olaf Katzer „in erster Linie eine Interpretenschule […]. Ein sehr spielerischer Begriff, der Zuhörendem wie Ausübendem auf der Suche nach einer Fasslichkeit behilflich sein soll, für das, ›was wir mit AuditivVokal Dresden in den letzten Jahren versucht haben. Zunächst einmal eine Idee, ein Werkbegriff für die Darstellung unserer vordergründigsten Arbeit: ‚der Suche nach neuen Klängen‘.“ Die NDVS steht für eine vernetzte Aufführungs-, Werk- und Vermittlungspraxis, in engem Austausch mit Komponisten und Künstlerinnen und Wissenschaftlern unterschiedlichster Disziplinen. Ausgangspunkt war der gleichnamige Kompositions- und Interpretationsworkshop mit der Sängerin Sarah Maria Sun, den die Hochschule für Musik Carl Maria von Weber Dresden und AuditivVokal Dresden in 2013 gemeinsam veranstalteten. Seitdem sind Workshop- und Vermittlungsprojekte ebenso wie künstlerische und wissenschaftliche Stimmforschung (bspw. mit dem Komponisten und Aktionskünstler Alex Nowitz) ein zentrales Standbein der Arbeit von AuditivVokal Dresden.
Im Mai/Juni 2017 entstand unter gleichem Namen das Dokumentationszentrum zum gegenwärtigen Chor- und Vokalmusikschaffen, Neue Dresdner Vokalschule, in Zusammenarbeit mit der Sächsischen Landesbibliothek – Staats- und Universitätsbibliothek Dresden (SLUB). Zweck dieses online-Archivs ist die barrierefreie Verfügbarmachung von Noten-, AV- und sonstigem Material zu Werken und Konzerten von AuditivVokal Dresden für interessierte Musiker, Komponisten und Musikwissenschaftler, die sich über das Wirken des Ensembles wie auch die Kompositionen selbst informieren wollen.

## Uraufführungen und Workshops (Auswahl)
- Michael Edward Edgerton: abaGa baʁatur (2014/16), sirene segmenti (2017)
- Hans-Joachim Hespos: kaps (2011)
- Georg Katzer: Song of Solomon (2016)
- Peter Motzkus: Liebeswalzerlieder (2013-, Ausz.), Kantate #2 (2014), Telemusik #1 (2016) u. a.
- Richard Röbel: passages (2015), Arabesken (2016), Mit-Be-Stimmung (2017)
- Idin Samimi Mofakham: ReSearch und Muye I (beide 2017) u. a.
- Amir Shpilman: Malleable Images und DemocraCycle (beide 2017) u. a.
- Gerhard Stäbler: Rumor (2013), Gerissene Dämpfe (2017)
- Martin Wistinghausen: Traumgesänge (2013)

- Neue Dresdner Vokalschule (2013): mit der Sängerin Sarah Maria Sun und Gesangs- und Kompositionsstudierenden der Dresdner Musikhochschule
- Oh Freunde, diese Töne…! (2015): mit Schülerinnen und Schülern des Vitzthum-Gymnasium Dresden (zum Thema „Musik & Freundschaft“)
- MenschenSprachenMusik (2016): mit syrischen Asylsuchenden und dem Singasylum Dresden
- Alte Neue Musik?! (2017): mit dem Seniorenchor der Singakademie Dresden
- BürgerSingStunde (2017): mit Dresdner Bürgerinnen und Laienmusikern